# Ecton (Staffordshire)
Ecton – osada w Anglii, w hrabstwie Staffordshire, w dystrykcie Staffordshire Moorlands. Leży 40 km na północny wschód od miasta Stafford i 215 km na północny zachód od Londynu.